# Karl Bachler (Schriftsteller)
Karl Bachler (* 28. Mai 1905 in Chemnitz; † Februar 1997 in Münster) war ein deutscher Schriftsteller, Journalist und Chefredakteur.

## Leben
Karl Bachler studierte Germanistik, Kunst- und Theatergeschichte, Psychologie, Philosophie und Geschichte an den Universitäten Leipzig und Breslau. Er assistierte als Regisseur und war seit 1929 als Journalist tätig. 1930 wurde er in Breslau zum Dr. phil. promoviert. In seiner Heimatstadt Chemnitz arbeitete er in einem Tageszeitungsverlag als Feuilletonleiter, Chef vom Dienst und Chefredakteur. Nach dem Zweiten Weltkrieg war er zunächst als freier Journalist tätig und leitete dann nacheinander die Redaktionen einer Heimatzeitung und eines Pressebüros.
Seit Anfang 1953 gehörte Bachler der Redaktion der Bremer Tageszeitung Weser-Kurier an. Er leitete zunächst das Feuilleton-Ressort und wurde 1955 zugleich Stellvertreter des damaligen Chefredakteurs Hans Hackmack, der zu den Mitbegründern der Zeitung gehörte. In Nachfolge von Hackmack wurde Bachler am 1. September 1956 alleinverantwortlicher Leiter der Redaktion. Er war bis zu seinem Ruhestand am 31. Dezember 1970 als Chefredakteur des Weser-Kuriers tätig, sein Nachfolger wurde der vormalige stellvertretende Chefredakteur Wolfgang Heyen.
Bachler war Mitglied des Vorstands der Rudolf-Alexander-Schröder-Stiftung sowie Mitglied im Westdeutschen Journalistenverband, der Carl-Schurz-Gesellschaft und der Historischen Gesellschaft Bremen.
Er war seit Mai 1951 mit Mathilde Gabriel verheiratet.

## Werke
Von Bachler stammen mehrere Dramen, Novellen, Essays und Sachbücher, darunter:
- Der Pritschmeister Wolfgang Ferber der Ältere (1586–1657) und seine Stellung in der deutschen Literaturentwicklung. Eschenhagen, Ohlau in Schlesien 1929; zugleich: Philosophische Dissertation, Universität Breslau, 15. März 1930.
- August Strindberg. Eine psychoanalytische Studie. Internationaler psychoanalytischer Verlag, Wien 1931, aus: Die psychoanalytische Bewegung. Jahrgang 2, 1930.
- Stadt aus dem Sumpf oder Der gelbe Reiter. Schauspiel in drei Aufzügen. Vertriebsstelle und Verlag deutscher Bühnenschriftsteller und Bühnenkomponisten, Berlin 1940, 1943 [Maschinenschrift].
- mit Paul Zimmermann: Das englische Drama von den Anfängen bis zur Gegenwart. Verlagsanstalt Felix Post, [Gelsenkirchen-]Buer 1947.
- Die Fliegen des Herrn Barry. Kriminalkomödie in 3 Akten. Finale, Bühnenverlag und -vertrieb, Augsburg [1954], [Maschinenschrift].
- Gemalte Theatervorhänge in Deutschland und Österreich. Bruckmann, München 1972, ISBN 3-7654-1427-1.
- mit Hanns F. Dünnebier: Bruckmann’s Handbuch der modernen Druckgraphik. Bruckmann, München 1973, ISBN 3-7654-154-3 (Sachbuch).
- Serigraphie. Geschichte des Künstler-Siebdrucks. Verlag Der Siebdruck, Lübeck 1977 (Sachbuch).
- Und immer ist der Himmel offen. Barock-Fahrten in Deutschland und Österreich. Weser-Kurier GmbH, Bremen 1981.